# Прва лига Србије у америчком фудбалу 2015.
Прва лига Србије у америчком фудбалу 2015. је једанаеста сезона највишег ранга такмичења америчког фудбала у Србији. Новина у односу на претходне сезоне је та што се од 2015. године реорганизацијом лига највиши ранг зове Прва лига, док је досадашња Прва лига променила назив у Друга лига.
Сезона је почела 28. марта 2015. године утакмицом између прошлогодишњег шампиона Вукова Београд и новог суперлигаша Сирмијум лиџонарса коју су Вукови добили са 35:6. Прваци Прве лиге Србије постали су Дјукси Нови Сад који је у финалу са 25:23 победили Вукове Београд.

## Систем такмичења
У лиги учествују 8 клубова који играју по једнокружном бод систему, сваки клуб одигра по 7 мечева. Прва четири клуба пласирају се у плеј-оф, док два последњепласирана клуба испадају у нижи ранг такмичења, Прву лигу Србије. У плеј офу се игра на један добијени меч, а предност домаћег терена се одређује на основу позиције на табели у регуларном делу сезоне.

## Клубови
| Клуб               | Место             |
| ------------------ | ----------------- |
| Вајлд борси        | Крагујевац        |
| Вукови             | Београд           |
| Дјукси             | Нови Сад          |
| Ејнџел вориорси    | Чачак             |
| Императори         | Ниш               |
| Индијанси          | Инђија            |
| Пантерси           | Панчево           |
| Сирмијум лиџонарси | Сремска Митровица |

## Резултати
1.коло
| Датум         | Клуб                   | Клуб                  | Резултат |
| ------------- | ---------------------- | --------------------- | -------- |
| 28. март 2015 | Вукови Београд         | Сирмијум лиџонарси    | 35:6     |
| 29. март 2015 | Вајлд борси Крагујевац | Ејнџел вориорси Чачак | 45:14    |
| 29. март 2015 | Дјукси Нови Сад        | Индијанси Инђија      | 21:7     |
| 29. март 2015 | Императори Ниш         | Пантерси Панчево      | 0:35     |

2.коло
| Датум         | Клуб                  | Клуб                   | Резултат |
| ------------- | --------------------- | ---------------------- | -------- |
| 4. април 2015 | Сирмијум лиџонарси    | Пантерси Панчево       | 13:27    |
| 4. април 2015 | Вукови Београд        | Вајлд борси Крагујевац | 23:0     |
| 5. април 2015 | Индијанси Инђија      | Императори Ниш         | 24:32    |
| 5. април 2015 | Ејнџел вориорси Чачак | Дјукси Нови Сад        | 0:63     |

3.коло
| Датум          | Клуб                   | Клуб                  | Резултат |
| -------------- | ---------------------- | --------------------- | -------- |
| 26. април 2015 | Вајлд борси Крагујевац | Сирмијум лиџонарси    | 54:25    |
| 26. април 2015 | Императори Ниш         | Ејнџел вориорси Чачак | 42:12    |
| 26. април 2015 | Пантерси Панчево       | Индијанси Инђија      | 7:26     |
| 23. мај 2015   | Дјукси Нови Сад        | Вукови Београд        | 38:14    |

4.коло
| Датум        | Клуб                   | Клуб             | Резултат |
| ------------ | ---------------------- | ---------------- | -------- |
| 3. мај 2015  | Сирмијум лиџонарси     | Индијанси Инђија | 16:26    |
| 3. мај 2015  | Вајлд борси Крагујевац | Дјукси Нови Сад  | 24:31    |
| 3. мај 2015  | Вукови Београд         | Императори Ниш   | 27:8     |
| 23. мај 2015 | Ејнџел вориорси Чачак  | Пантерси Панчево | 0:53     |

5.коло
| Датум        | Клуб             | Клуб                   | Резултат |
| ------------ | ---------------- | ---------------------- | -------- |
| 15. мај 2015 | Дјукси Нови Сад  | Сирмијум лиџонарси     | 30:14    |
| 16. мај 2015 | Императори Ниш   | Вајлд борси Крагујевац | 16:14    |
| 16. мај 2015 | Пантерси Панчево | Вукови Београд         | 13:14    |
| 16. мај 2015 | Индијанси Инђија | Ејнџел вориорси Чачак  | 42:16    |

6.коло
| Датум        | Клуб                   | Клуб                  | Резултат |
| ------------ | ---------------------- | --------------------- | -------- |
| 30. мај 2015 | Сирмијум лиџонарси     | Ејнџел вориорси Чачак | 48:8     |
| 30. мај 2015 | Вукови Београд         | Индијанси Инђија      | 42:7     |
| 31. мај 2015 | Вајлд борси Крагујевац | Пантерси Панчево      | 45:7     |
| 31. мај 2015 | Дјукси Нови Сад        | Императори Ниш        | 56:16    |

7.коло
| Датум        | Клуб                  | Клуб                   | Резултат |
| ------------ | --------------------- | ---------------------- | -------- |
| 13. јун 2015 | Императори Ниш        | Сирмијум лиџонарси     | 24:15    |
| 14. јун 2015 | Индијанси Инђија      | Вајлд борси Крагујевац | 0:17     |
| 14. јун 2015 | Пантерси Панчево      | Дјукси Нови Сад        | 14:35    |
| 15. јун 2015 | Ејнџел вориорси Чачак | Вукови Београд         | 0:35     |

### Табела
|  | Пласирали се у плеј-оф   |
|  | Играју бараж за опстанак |
|  | Испали у Прву лигу       |

| #  | Клуб                   | ИГ | П | ИЗ | ПД  | ПП  | ПР   | %     |
| -- | ---------------------- | -- | - | -- | --- | --- | ---- | ----- |
| 1. | Дјукси Нови Сад        | 7  | 7 | 0  | 274 | 89  | +185 | 1.000 |
| 2. | Вукови Београд         | 7  | 6 | 1  | 190 | 72  | +118 | 0.857 |
| 3. | Императори Ниш         | 7  | 4 | 3  | 138 | 183 | –45  | 0.571 |
| 4. | Вајлд борси Крагујевац | 7  | 4 | 3  | 199 | 116 | +83  | 0.571 |
| 5. | Индијанси Инђија       | 7  | 3 | 4  | 156 | 133 | +23  | 0.429 |
| 6. | Пантерси Панчево       | 7  | 3 | 4  | 132 | 151 | –19  | 0.429 |
| 7. | Сирмијум лиџонарси     | 7  | 1 | 6  | 137 | 204 | -67  | 0.143 |
| 8. | Ејнџел вориорси Чачак  | 7  | 0 | 7  | 50  | 328 | -278 | 0.000 |

ИГ = одиграо, П = победио, ИЗ = изгубио, ПД = поена дао, ПП = поена примио, ПР = поен-разлика, % = проценат успешности

## Бараж за опстанак
| Датум        | Клуб               | Клуб            | Резултат |
| ------------ | ------------------ | --------------- | -------- |
| 27. јун 2015 | Сирмијум лиџонарси | Мамутси Кикинда | 40:12    |

## Плеј-оф

### Полуфинале
| Датум        | Клуб            | Клуб                   | Резултат |
| ------------ | --------------- | ---------------------- | -------- |
| 20. јун 2015 | Дјукси Нови Сад | Вајлд борси Крагујевац | 21:14    |
| 20. јун 2015 | Вукови Београд  | Императори Ниш         | 43:6     |

### Финале
| Датум       | Клуб            | Клуб           | Резултат |
| ----------- | --------------- | -------------- | -------- |
| 5. јул 2015 | Дјукси Нови Сад | Вукови Београд | 25:23    |

| Првак Прве лиге Србије 2015. |
| ---------------------------- |
| Дјукси Нови Сад 1. титула    |